# 예산구락부 정구단
예산구락부 정구단(禮山俱樂部庭球團)은 일제강점기 조선 충청남도 예산군에 있었던 정구 선수단이다. 1921년 이전에 창단되었고 1930년 이후에 해단되었다.

## 시즌별 성적
| 시즌 | 대회                     | 종목      | 참가 | 경기 | 승 | 무 | 패 | 순위    |
| ---- | ------------------------ | --------- | ---- | ---- | -- | -- | -- | ------- |
| 1921 | 전국체육대회 정구 청년부 | 남자 단체 | 9    | 1    | 0  | 0  | 1  | 1라운드 |

## 참고 문헌
- “대한체육회 국내종합경기대회”. 대한체육회.
- 《대한체육회 50년》. 대한체육회. 1970. 2020년 11월 8일에 원본 문서에서 보존된 문서. 2022년 11월 5일에 확인함.
- 《대한체육회 70년사》. 대한체육회. 1990. 2020년 11월 8일에 원본 문서에서 보존된 문서. 2022년 11월 5일에 확인함.
- 《대한체육회 90년사》. 대한체육회. 2011. 2020년 11월 8일에 원본 문서에서 보존된 문서. 2022년 11월 5일에 확인함.
- “스포츠지원포털 등록 현황”. 대한체육회.
- “대한체육회 국내종합경기대회”. 대한체육회.